# Денні Трехо
Денні Трехо (англ. Dan "Danny" Trejo; нар. 16 травня 1944, Лос-Анджелес) — американський актор, здебільшого відомий виконанням ролей антагоністів.

## Життєпис
Денні Трехо народився 16 травня 1944 року в Лос-Анджелесі, Каліфорнія, у сім'ї американців мексиканського походження Дана та Аліси Трехо. Його батько працював будівельником. Трехо є троюрідним братом режисера Роберта Родрігеса, про що вони дізналися під час зйомок фільму «Відчайдушний».
Ще до початку кар'єри кіноактора у Денні Трехо були проблеми із законом. Впродовж 1960-х років його багаторазово заарештовували і він потрапляв до в'язниці в Каліфорнії. Щодо хронології його ув'язнень існують дві суперечні версії. За однією — його останнє ув'язнення закінчилося в 1972 році, за іншою — він відбував покарання в таборі у справах неповнолітніх правопорушників та шість разів у в'язницях Каліфорнії між 1959 і 1969 роками. Останній його в'язничний термін — п'ять років. Під час відбування покарання в Сан-квентінській в'язниці він став чемпіоном з боксу в категоріях легкої та напівсередньої ваги цього закладу. В той же час він пройшов реабілітацію по системі 12 кроків, завдяки якій, як він вважає, порвав з наркотичною залежністю. У 2011 році в інтерв'ю він сказав, що вже 42 роки не вживає алкогольні напої.

## Кар'єра
На одних зі зборів членів «Програми» в 1985, Трехо зустрів парубка, що займався кіно. Ця людина запросила Денні на знімання фільму «Потяг-втікач» (Runaway Train), де йому й запропонували роботу. Едвард Банкер, сам колишній ув'язнений, і автор популярних сценаріїв на кримінальні теми, включно із цим фільмом, впізнав Трехо, з яким він у свій час відбував строк у Сан Квентіні. З огляду на боксерські навички Денні, Банкер запропонував йому потренувати Еріка Робертса, для однієї зі сцен фільму, за $350 у день. Режисерові фільму, Андрію Кончаловському, сподобалася робота Трехо, і він вирішив запропонувати йому роль в одному зі своїх фільмів.
Відтоді до Денні Трехо й прийшла популярність як у кіно, так і на телебаченні. Він грав з найвідомішими акторами Голлівуду, зокрема із Джонні Деппом, Ніколасом Кейджем, Чарльзом Бронсоном, Джорджем Клуні, Едвардом Ферлонгом, Джоном Малковичем, Робертом де Ніро й Антоніо Бандерасом. Трехо часто знімався в п'ятьох різножанрових фільмах за рік. Серед його найпомітніших робіт — ролі у фільмах «Десперадо» (Desperado), «Одного разу у Мексиці» (Once Upon a Time in Mexico), «Сутичка» (Heat), «Від заходу до світанку» (From Dusk Till Dawn), «Повітряна в'язниця» (Con Air), «Шість днів, сім ночей» (Six Days Seven Nights), «Діти шпигунів» (Spy Kids), «Убивці на заміну» (The Replacement Killers), «Телеведучий» (Anchorman: The Legend of Ron Burgundy), «Вигнані дияволом» (The Devil's Rejects), «Доліна ангелів» (Valley of Angels) і «Грайндхаус» (Grindhouse).
Трехо відомий своєю зовнішністю, що запам'ятовується. На додачу до різко окресленого обличчя (як правило, з довгими вусами), у нього на грудях є велике татуювання, що зображує жінку в сомбреро. Як правило, він грає бандитів й інших злочинних елементів, хоча кілька разів він зіграв і позитивного персонажа, наприклад, у таких фільмах, як трилогія Роберта Родригеса «Діти шпигунів», «Хлопець з бульбашки» (Bubble Boy), не вважаючи його епізодичної появи в серіалі «Чернець» (Monk). Також він з'явився в одному з епізодів серіалу «Відчайдушні домогосподарки» (Desperate Housewives). Він відіграє невелику роль Енріке й Октавіо у фільмі «Цар гори» (King of the Hill).
У 2005 році з'явився документальний фільм «Переможець» (Champion), що описує життя Денні Трехо з погляду його друзів і знайомих з кіноіндустрії. Трехо з'явився в якості одного з персонажів у грі Def Jam: Fight for NY, а також озвучив його. Ще він озвучував персонажа на ім'я Умберто Робіна в іграх Grand Theft Auto: Vice City й Grand Theft Auto: Vice City Stories.
Одним з останніх проектів Денні Трехо є фільм Джила Медина «Закон Джека» (Jack's Law). Трехо грає головного героя, Джека Сантоса, чию дружину й дочку жорстоко вбивають невідомі.
Трехо також озвучить персонажа на ім'я Рико в анімаційному фільмі Роба Зомбі The Haunted World of El Superbeasto, а також зніметься разом зі Стівеном Сігалом у фільмі «Одного разу по сусідству» (Once Upon a Time in the Hood).
У травні 2007 року Трехо з'явився в комедії «Дельта Фарс» (Delta Farce) у ролі мексиканського бандита Карлоса Сантани. За сюжетом фільму, троє американських резервістів вступають у бійку з бандою Трехо, після того як виявляють, що їх привезли в Мексику, а не в Ірак, як натякалось.
Багато персонажів Трехо у фільмах Роберта Родрігеса носять імена ножів або іншої холодної зброї: Мачете в «Дітях шпигунів», Бритва Чарлі й Бритва Едді у «Від заходу до світанку», Навахас (ножі по-іспанськи) в «Десперадо». У трейлері Роберта Родрігеса фільм, якого не існує з проекту «Грайндхаус», його героя також кличуть Мачете.

## Фільмографія
- 1983 — Проєкт «А» / Project A
- 1985 — Потяг-утікач / Runaway Train
- 1987 — Куленепробивний / Bulletproof
- 1987 — Приховані / The Hidden
- 1987 — Жага смерті 4 / Death Wish 4
- 1989 — Тюряга / Lock Up
- 1989 — Клітка / Cage
- 1990 — Маніяк-поліцейський 2 / Maniac Cop 2
- 1990 — Приречений на смерть / Marked for Death
- 1991 — Смертельні узи / Wedlock
- 1991 — Війна в хмарочосі / The Last Hour
- 1991 — Повія / Whore
- 1991 — Самотні серця / Lonely Hearts
- 1993 — Допельгангер / Doppelganger
- 1993 — За кров платять кров'ю / Blood In Blood Out
- 1993 — Любов, зрада і крадіжка / Love, Cheat & Steal
- 1994 — Проти стіни / Against the Wall
- 1995 — Незнайомка / The Stranger
- 1995 — Відчайдушний / The Stranger
- 1995 — Сутичка / The Stranger
- 1996 — Від заходу до світанку / From Dusk Till Dawn
- 1996 — Ягуар / Le Jaguar
- 1997 — Анаконда / Anaconda
- 1997 — Повітряна тюрма / Con Air
- 1997 — Троянська війна / Trojan War
- 1998 — Вбивці на заміну / The Replacement Killers
- 1998 — Шість днів, сім ночей / Six days Seven nights
- 1999 — Від заходу до світанку 2: Криваві гроші Техасу / From Dusk Till Dawn 2: Texas Blood Money
- 1999 — Інферно / Inferno
- 1999 — Від заходу до світанку 3: Донька ката / From Dusk Till Dawn 3: The Hangman's Daughter
- 2000 — Звірофабрика / Animal Factory
- 2000 — Азартні ігри / Reindeer Games
- 2000 — Вбивство (Цілком таємно) / Redrum
- 2001 — Діти шпигунів / Spy kids
- 2001 — Хлопчик-пузир / Bubble Boy
- 2002 — Море Солтона / The Salton Sea
- 2002 — Діти шпигунів 2: Острів несправджених надій / Spy Kids 2: Island of Lost Dreams
- 2002 — Три ікси / xXx
- 2002 — Перемогти диявола / Beat the Devil
- 2002 — Нічний Сталкер / Nightstalker
- 2003 — Велика порожнеча / The Big Empty
- 2003 — Діти шпигунів-3D: Кінець гри / Spy Kids 3-D: GameOver
- 2003 — Одного разу в Мексиці / Once Upon a Time in Mexico
- 2004 — Телеведучий: Легенда про Рона Борганді / Anchorman: The Legend of Ron Burgundy
- 2005 — День мертвих / All Souls Day: Dia de los Muertos
- 2005 — Ворон 4: Молитва грішника / The Crow: Wicked Prayer
- 2005 — Вигнані дияволом / The Devil's Rejects
- 2005 — Полювання на привидів / Chasing Ghosts
- 2006 — Крихітка Шеррі / Sherrybaby
- 2006 — 7 мумій / Seven Mummies
- 2006 — Славні хлопці / High Hopes
- 2007 — Усміхнене обличчя / Smiley Face
- 2007 — Дурники / TV: The Movie
- 2007 — Повсталі з попелу / Furnace
- 2007 — Хелловін / Halloween
- 2008 — Шанс китайця / Chinaman's Chance
- 2008 — Один у темряві 2 / Alone in the Dark II
- 2009 — Святий Джон із Лас-Вегаса / Saint John of Las Vegas
- 2010 — Хижаки / Predators
- 2010 — Мачете / Machete
- 2011 — Діти шпигунів 4D / Spy Kids: All the Time in the World
- 2011 — Блектіно / Blacktino
- 2011 — Шалене Різдво Гарольда і Кумара / A Very Harold & Kumar 3D Christmas
- 2011 — Смертельні перегони 2: Франкенштейн живий / Death Race 2
- 2012 — Повстання зомбі / Rise of the Zombies
- 2012 — Суші гьол / Sushi Girl
- 2013 — Мачете вбиває / Machete Kills
- 2013 — Квиток на Vegas / Билет на Vegas
- 2011 — Смертельні перегони-3: Пекло / Death Race 3: Inferno
- 2014 — Жнець / Reaper
- 2015 — Нічна бригада / The Night Crew
- 2015 — Безглузда шістка / The Ridiculous 6
- 2016 — Максимальний удар / Maximum Impact
- 2016 — Лелеки / Storks
- 2017 — Кулі справедливості / Bullets of Justice
- 2017 — Флеш / Flash
- 2017 — Реальний Роб / Real Rob
- 2018 — Смертельні перегони 4 / Death Race: Beyond Anarchy
- 2019 — Дора і загублене місто / Dora and the Lost City of Gold
- 2020 — Губка Боб: Втеча Губки / The SpongeBob Movie: Sponge on the Run
- 2021 — Песики на варті / Pups Alone
- 2021 — Американські боги / American Gods
- 2021 — Зоряні війни: Книга Боби Фетта (телесеріал) / The Book of Boba Fett
- 2022 — Посіпаки: Становлення лиходія / Minions: The Rise of Gru